# La Vecilla
La Vecilla es un municipio y lugar español de la provincia de León, en la comunidad autónoma de Castilla y León. Cuenta con una población de 378 habitantes (INE 2024). Fue cabecera de partido judicial hasta su agregación al de León a finales del siglo XX.
Situada a la entrada del alto valle del río Curueño, esta población es capital y punto de partida hacia el interior de la comarca. Los alrededores de este río guardan muchas leyendas que han despertado la inquietud de poetas y cronistas de diversas épocas.
En La Vecilla, existe un torreón medieval fortificado de planta cilíndrica que fue, en el medievo, parte del extenso patrimonio de los nobles leoneses condes de Luna. Durante muchos años derruido y hoy restaurado como Ayuntamiento. La iglesia parroquial de La Vecilla data del siglo XVIII y destaca de ella su retablo barroco.
Es en esta zona donde se crían los gallos, únicos por la pluma que dan para elaborar moscas de pesca de trucha. Se fabrican de manera artesanal y producen esa pluma tan brillante si permanecen allí. Los gallos se clasifican en dos razas, pardo e indio, que dan pluma de tonalidades diferentes y con unas propiedades distintas a la hora de elaborar las moscas. El segundo domingo de marzo se celebra la muestra de  gallos de pluma y mosca artificial donde hacen demostraciones de la pela del gallo y del montaje de moscas. Destacar las razas Indio de León y Pardo de León.

## Localidades

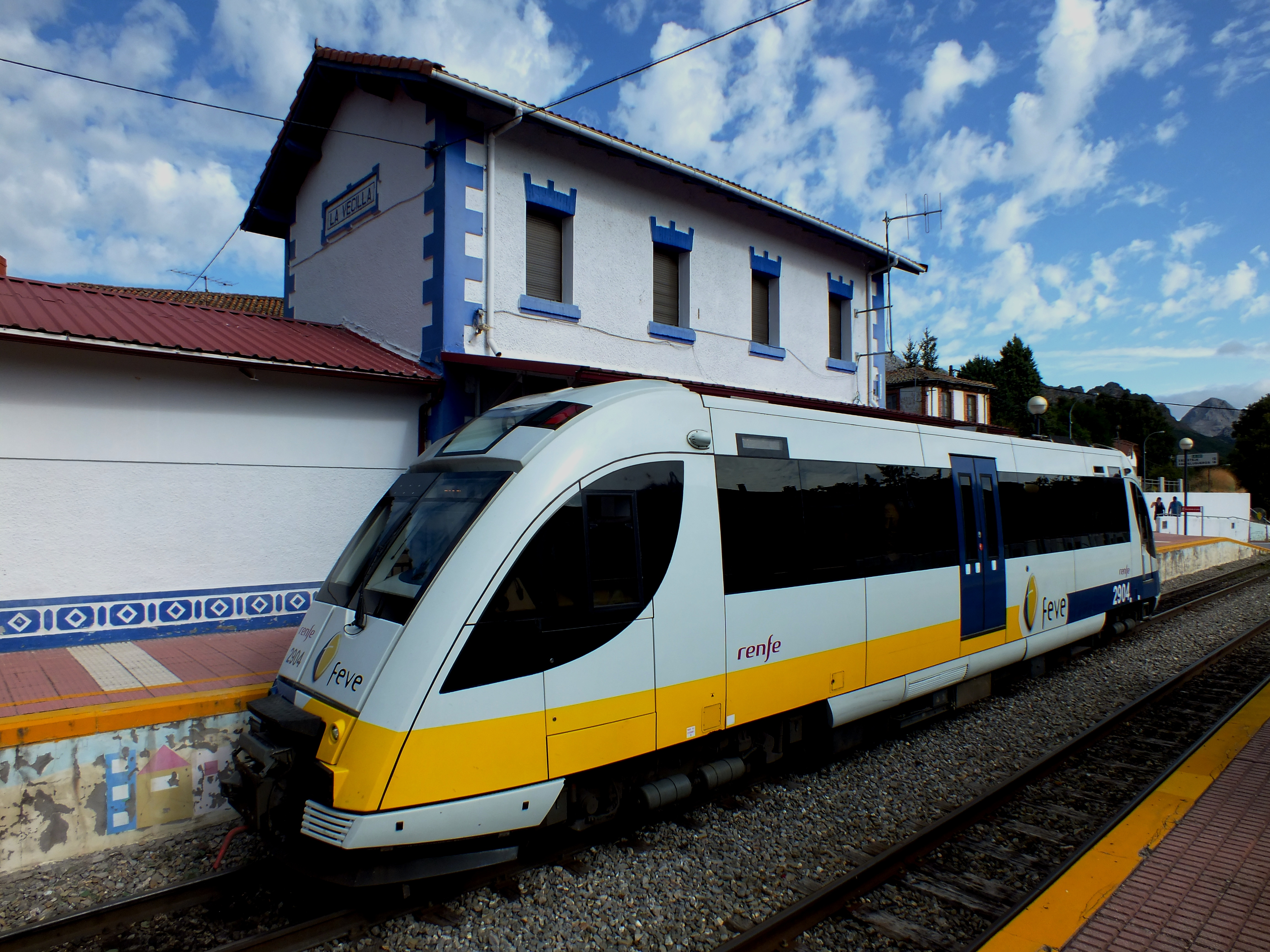
Estación de La Vecilla del Ferrocarril de la Robla

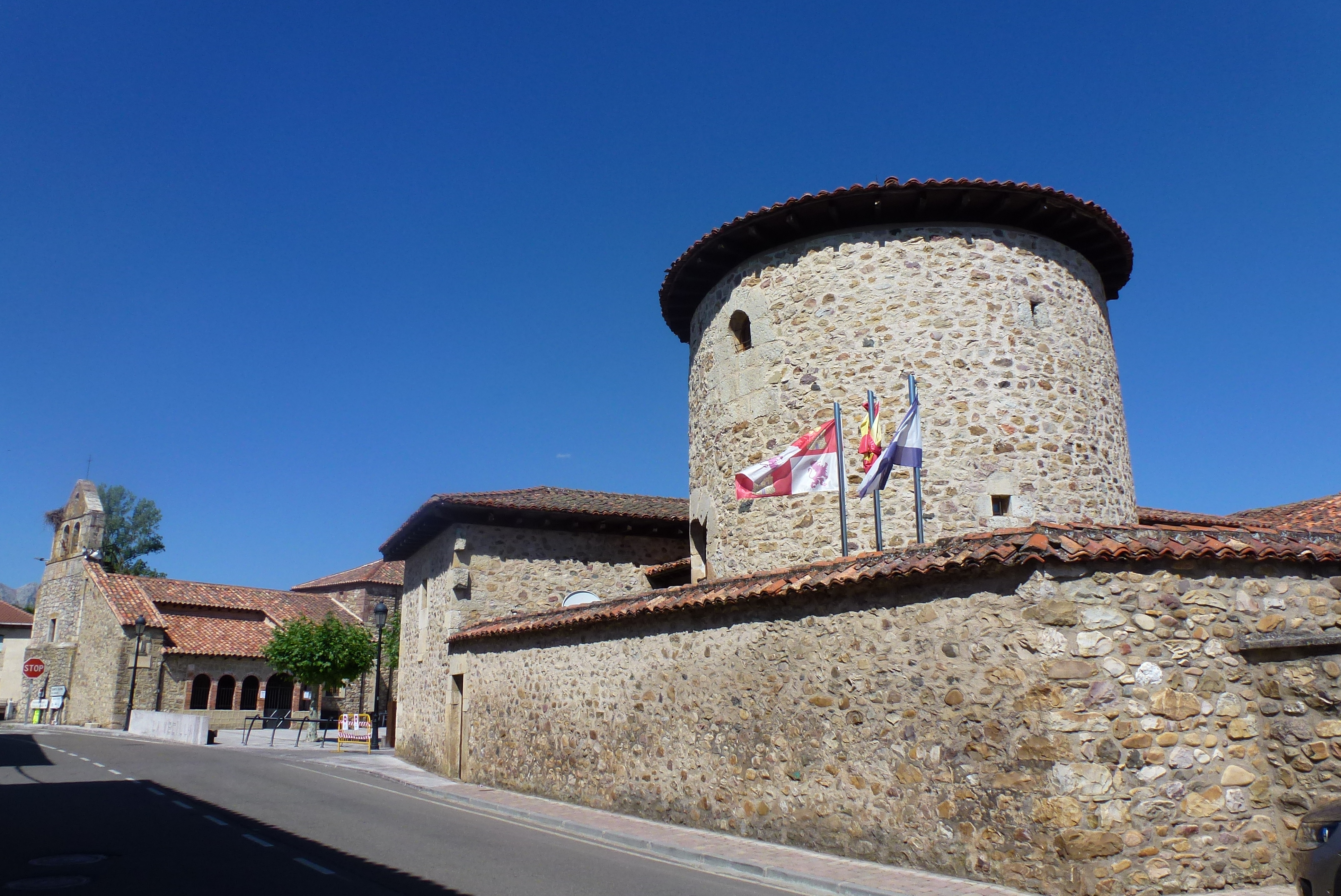
Torreón que acoge al Ayuntamiento

El municipio Incluye cuatro localidades:
- La Vecilla
- Campohermoso
- La Cándana de Curueño
- Sopeña de Curueño

## Demografía
Cuenta con una población de 378 habitantes (INE 2024).
| Gráfica de evolución demográfica de La Vecilla entre 1857 y 2021 |
| |
| Población de derecho según los censos de población del INE. Población de hecho según los censos de población del INE. Entre el censo de 1857 y el anterior aparece este municipio porque se segrega de Valdepiélago. |

## Museo del Gallo
Fue inaugurado en 2014 y se ubica en la antigua Casa Consistorial de La Vecilla. Sus fondos incluyen objetos del mundo de la pesca y proceden de aportaciones de criadores, artesanos de moscas y pescadores de León y de otras provincias.